# Waliulla Machmutowitsch Jakupow

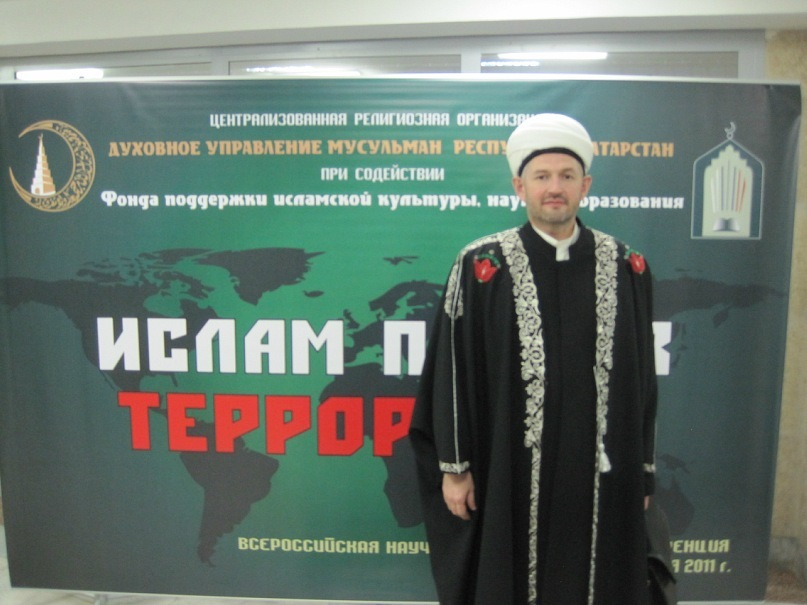
Waliulla Jakupow, 2011

 Waliulla Machmutowitsch Jakupow  (russisch Валиулла Махмутович Якупов; wiss. Transliteration Valiulla Machmutovič Jakupov; geb. 4. September 1963; gest. 19. Juli 2012 in Kasan) war eine Person des Islam in Russland. Er war Stellvertreter des obersten Muftis von Tatarstan, Ildus Faisow, und Leiter der Geistlichen Moslemverwaltung der Republik Tatarstan (Duchownoje uprawlenije mussulman Respubliki Tatarstan). Er starb bei einem Anschlag in Kasan, der Hauptstadt der russischen Teilrepublik Tatarstan. Er war einer der Unterzeichner der Botschaft aus Amman (Amman Message).